# Selenia
Genre
Selenia est un genre de lépidoptères (papillons) de la famille des Geometridae, de la sous-famille des Ennominae et de la tribu des Ennomini.

## Historique et dénomination
Le genre Selenia a été décrit par l'entomologiste allemand Jakob Hübner en 1823.

## Liste des espèces
- Selenia alciphearia Walker, 1860.
- Selenia dentaria (Fabricius, 1775) - l'Ennomos illunaire.
- Selenia kentaria (Grote et Robinson, 1867).
- Selenia sordida (Leech, 1897).
- Selenia lunularia (Hübner, 1788) - l'Ennomos lunaire.
- Selenia tetralunaria (Hufnagel, 1767) - l'Ennomos illustre.

## Espèces européennes

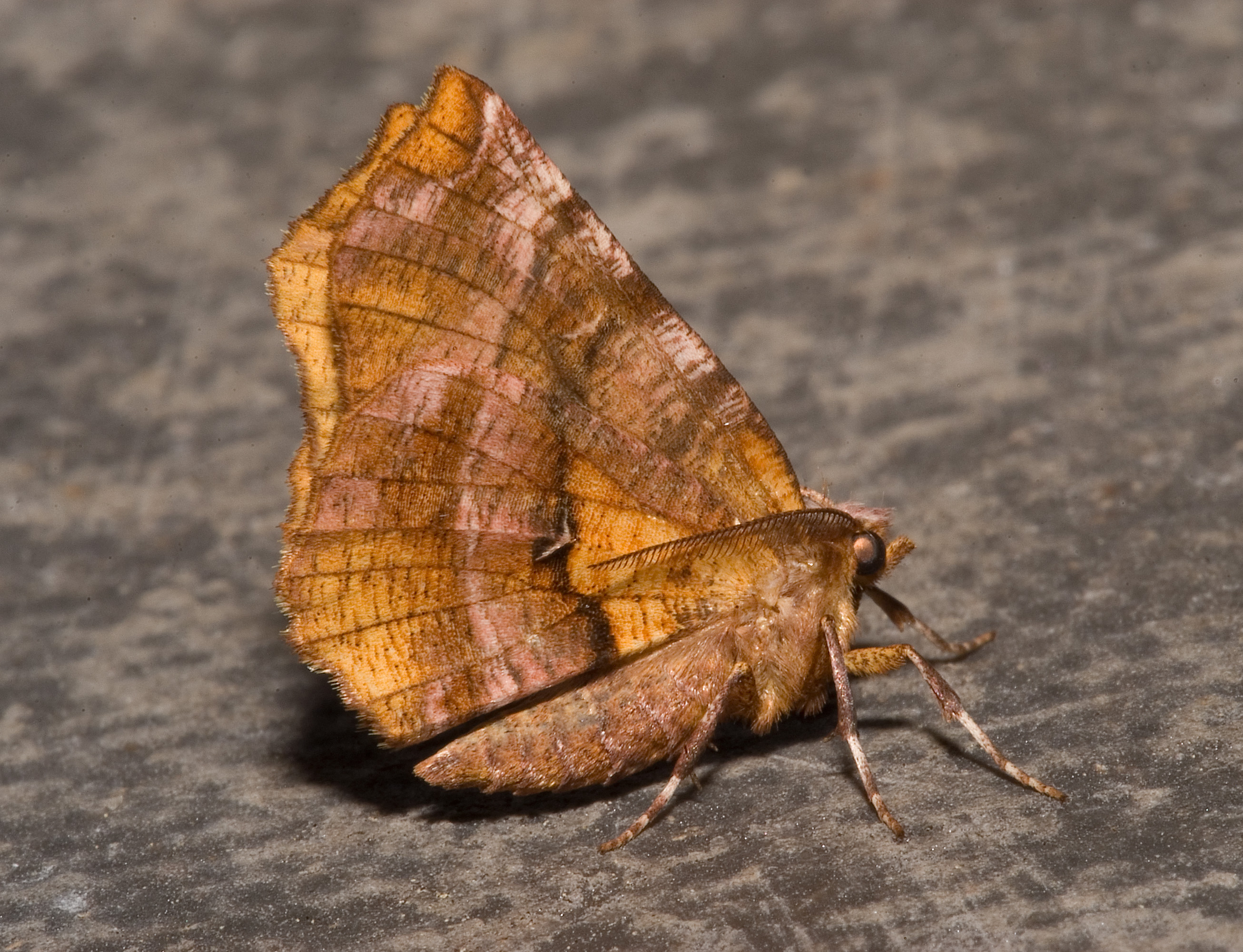
Selenia dentaria
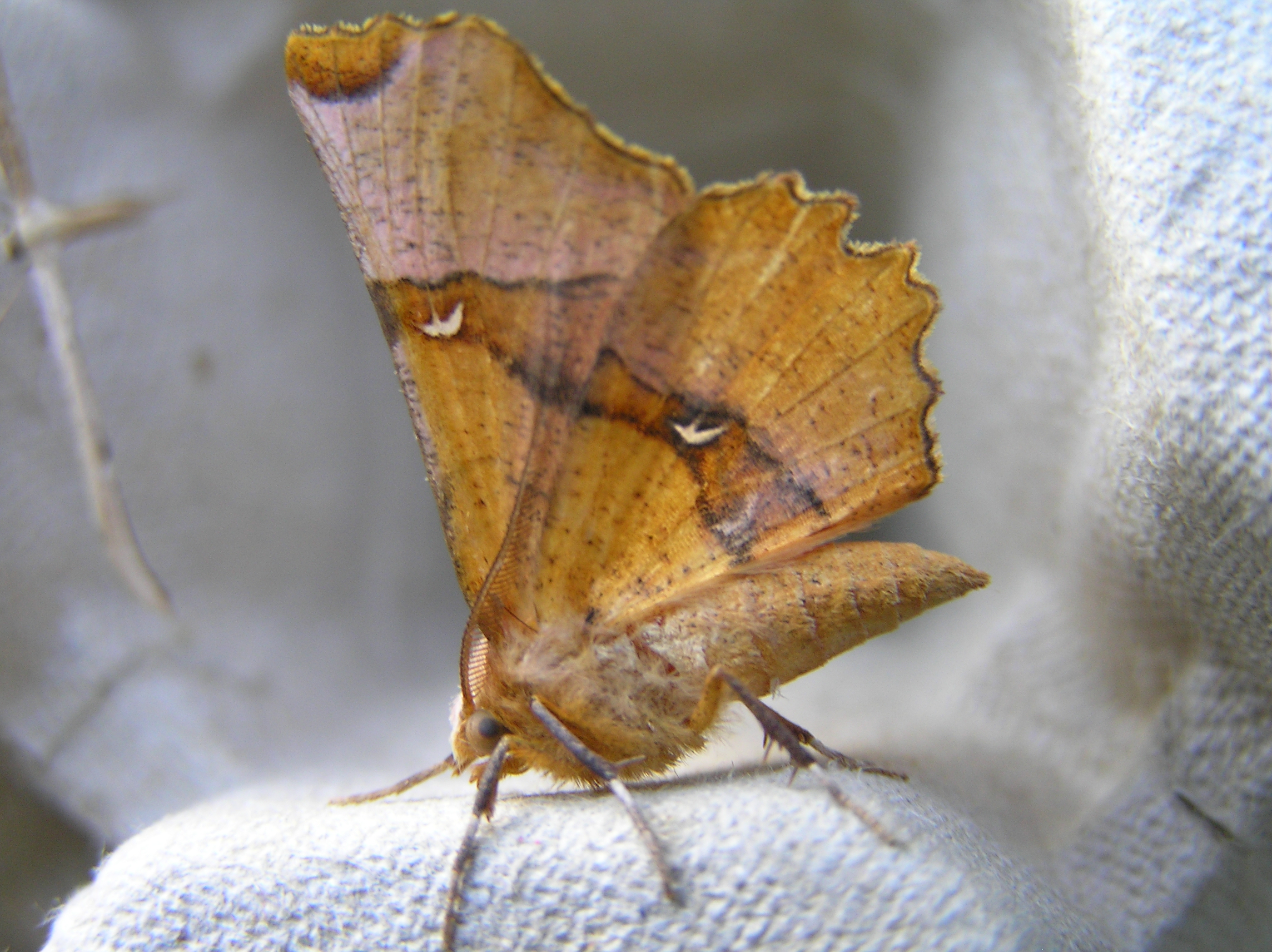
Selenia lunularia
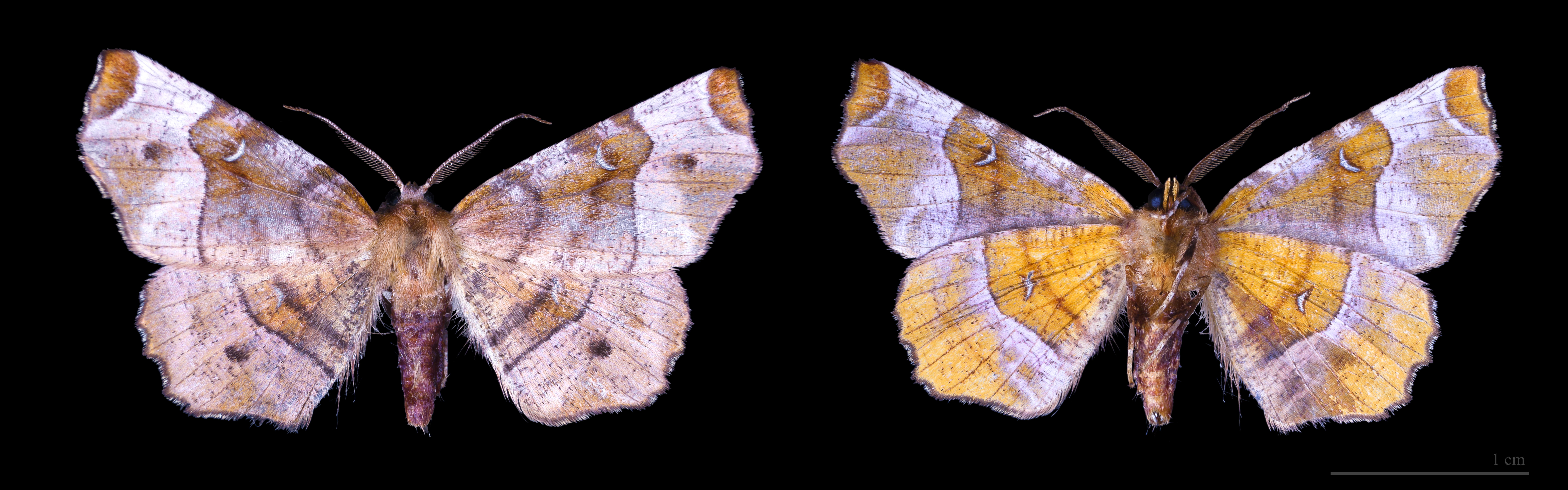
Selenia tetralunaria

- Selenia dentaria
- Selenia lunularia
- Selenia tetralunaria - MHNT